# Втрати 127-ї окремої розвідувальної бригади (РФ)
У статті наведено подробиці поіменних втрат 127-ї окремої розвідувальної бригади Збройних сил РФ у різних військових конфліктах.

## Російсько-українська війна
| п/п | Прізвище, ім'я, по-батькові                                                  | Звання | Дата народження | Дата смерті   | Місце смерті       |
| --- | ---------------------------------------------------------------------------- | --- | --------------- | ------------- | ------------------ |
| 1.  | Ніколенко Володимир Володимирович (рос. Николенко Владимир Владимирович)     | рядовий | 24.12.1997      | 02.03.2022    |                    |
| 2.  | Осін Олександр (рос. Осин Александр)                                         | рядовий |                 | 09.07.2022    |                    |
| 3.  | Вейнбергер Олександр Олександрович (рос. Вейнбергер Александр Александрович) | старший матрос, радиотелефонист-разведчик отделения управления (командира батареи) зенитной артиллерийской батареи |                 | до 23.08.2022 |                    |
| 4.  | Лавриненко Юрій Григорович (рос. Лавриненко Юрий Григорьевич)                | рядовий | 16.03.1995      | 12.09.2022    |                    |
| 5.  | Падудар Руслан Олексійович (рос. Падурарь Руслан Алексеевич)                 | лейтенант | 14.07.1996      | 05.10.2022    | Херсон             |
| 6.  | Мошкін Олександр Сергійович (рос. Мошкин Александр Сергеевич)                | лейтенант | 16.02.1997      | 21.12.2022    | Херсонська область |
| 7.  | Рощин Євген Олександрович (рос. Рощин Евгений Александрович)                 | лейтенант | 08.06.2000      | 08.09.2023    |                    |